# Negação do orgasmo

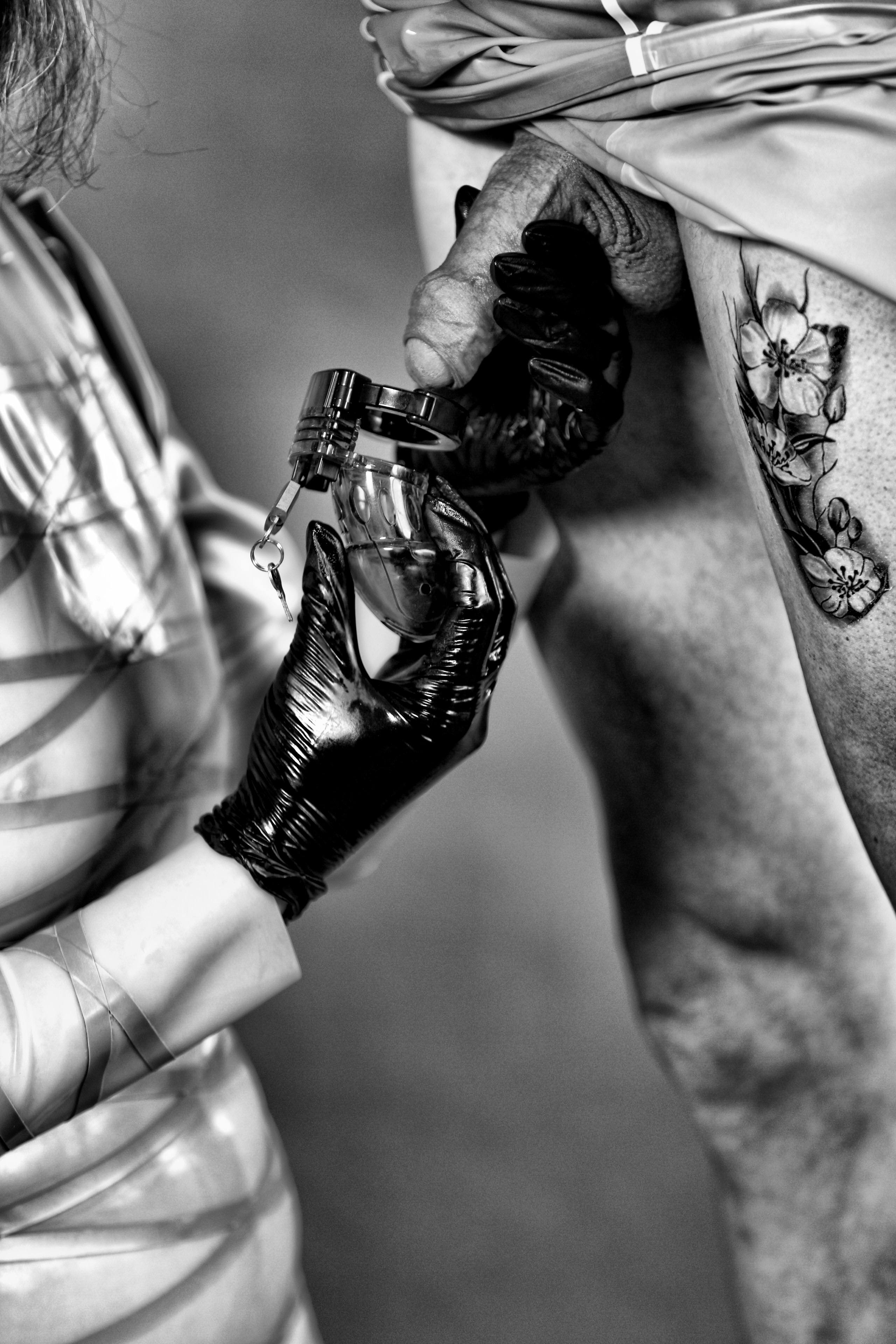
Dominadora colocando um cinto de castidade no submisso para proibi-lo de ter orgasmos.

Negação do orgasmo (também conhecido como orgasm denial) é uma prática sexual associada ao BDSM onde um submisso não pode atingir o orgasmo sem a permissão de uma pessoa dominante. Essa prática é mais comum com a mulher no papel de dominadora e o homem no papel de submisso, porém, tanto a dominação quanto a submissão no orgasm denial podem ser exercidas por pessoas de qualquer gênero ou orientação sexual.
Uma das formas de negação do orgasmo é a redução ou privação total de qualquer estimulação genital. Para garantir isso, um cinto de castidade pode ser usado como barreira física ao toque genital ou à ereção total do pênis. Esse tipo de prática também é chamado de total denial e é geralmente um tipo de negação do orgasmo à longo prazo. Em muitos casos, a pessoa que exerce o papel de dominadora fica com a posse da chave para enfatizar seu poder sobre o submisso, mas o submisso tem permissão para retirar o cinto de castidade por motivos de higiene sempre que possível.
A prática também pode ser chamada de tease and denial ou T&D quando o submisso recebe estimulação sexual e essa estimulação é interrompida antes dele atingir o orgasmo. Devido a estimulação e provocação constante de "começar e parar" durante o tease and denial, é muito comum ocorrer o ruined orgasm (em português: orgasmo arruinado) durante a prática desse fetiche.
Ruined orgasm é um termo conhecido dentro do BDSM que é quando o orgasmo não dá a sensação elevada de prazer que é esperada de um orgasmo comum, isso ocorre geralmente quando a pessoa obtém o orgasmo após a estimulação sexual ter sido interrompida. Portanto, negação do orgasmo e ruined orgasm são dois fetiches que estão interligados. Blue balls é uma condição que pode ocorrer em homens que se submetem ao orgasm denial, causando dor na região dos testículos.
A diferença da negação do orgasmo para o controle do orgasmo (mais conhecido como edging), é que no controle do orgasmo o objetivo é prolongar o período de excitação do parceiro antes dele chegar ao orgasmo, enquanto na negação do orgasmo não há nenhuma promessa de que ele irá ter essa permissão de atingir o orgasmo. O controle do orgasmo também é algo que pode ocorrer com mais frequência na masturbação, enquanto a negação do orgasmo está inteiramente ligada ao ato de dominação.